# بداية العزف (فلم)
بداية العزف (بالإنجليزية: Strike Up the Band) هو فيلم تم إنتاجه في الولايات المتحدة وصدر في سنة 1940.

## بطولة
- جودي غارلند

## الميزانية والإيرادات
بلغت تكلفة إنتاج الفيلم حوالي 854,000 دولار بينما حقق أرباحا تقدر بـ 3,494,000 دولار.

### ترشيحات وجوائز
| السنة | الحدث          | الفئة          | النتيجة  |
| ----- | -------------- | -------------- | -------- |
|       | جائزة الأوسكار | أفضل خلط أصوات | فـــــوز |

## وصلات خارجية
- مقالات تستعمل روابط فنية بلا صلة مع ويكي بيانات